# Lodewijk IV van Chiny
Lodewijk IV van Chiny (circa 1173 - Cahors, 7 oktober 1226) was van 1189 tot aan zijn dood graaf van Chiny. Hij was de laatste graaf uit het Herbertijnse Karolingische huis Chiny.

## Levensloop
Lodewijk IV was de zoon van graaf Lodewijk III van Chiny uit diens huwelijk met Sophia. 
In 1189 werd hij graaf van Chiny nadat zijn vader stierf in de Derde Kruistocht. Vanwege zijn jonge leeftijd stond hij de eerste jaren van zijn regering onder het regentschap van zijn moeder en zijn oom Diederik van Mellier. Onder Lodewijk IV werd de eerste postzegel in Chiny geïntroduceerd. Hij nam ook deel aan de Albigenzische Kruistochten. Tijdens deze kruistocht stierf hij in oktober 1226, nabij Cahors.
Lodewijk was gehuwd met Mathilde van Avesnes, weduwe van Nicolaas IV van Rumigny en dochter van Jacob van Avesnes. Ze kregen drie kinderen:
- Johanna (1205-1271), gravin van Chiny, huwde in 1228 met graaf Arnold IV van Loon
- Agnes, vrouwe van Givet en Abemont
- Isabella, huwde met heer Otto van Trazegnies

Aangezien Lodewijk IV geen zonen had, werd hij als graaf van Chiny opgevolgd door zijn oudste dochter Johanna. Met hem stierven de laatste mannelijke nakomelingen van de Karolingen uit.